# أبو فراس النطافي
محمد ذيب النطافي المكنى أبو فراس النطافي (1941 - 30 ديسمبر 2014) هو أحد شعراء فلسطين البارزين.

## حياته ونشأته
من مواليد 1941 في قرية «نطاف» التابعة لمدينة القدس هو شاعر فلسطيني. ارتحل مع أهله إلى قرية بيت دقو عام 1948م، وتعلم في مدرستها الابتدائية، وفي مدرسة الاتحاد في القبيبة من قرى القدس. في عام 1958م ارتحل إلى عمان، وتخرج في دار المعلمين عام 1963م. درس في بيروت وحصل على الليسانس في اللغة العربية من جامعة بيروت عام 1970م. انتقل إلى مصر ودرس في جامعة الأزهر، وحصل على شهادة الماجستير في الأدب والنقد من جامعة الأزهر عام 1975م ونال شهادة الدكتوراه في الأدب والنقد من جامعة الأزهر عام 1979م.

## مسيرته
- عمل مدرساً في مدارس الأردن والكويت مدة ثلاثة عشر عاماً.
- عمل مدرساً في معهد المعلمين ثم مدرساً جامعياً في السعودية مدة ثماني سنوات.
- عمل مدرساً في كلية تأهيل المعلمين العالية في عمّان.
- ختم حياته العملية مدرساً مساعداً في جامعة عمان الأهلية.
- عضو مكتب الأردن الإقليمي لرابطة الأدب الإسلامي العالمية منذ عام 1414هـ / 1993م.
- عضو رابطة الكتاب الأردنيين.
- عضو اتحاد كتاب فلسطين.

## من إنتاجه الأدبي والفكري
- الروضة الشريفة – مسرحية إسلامية. دار الرازي، دمشق، 1982م
- رحيق العذاب – ديوان شعر. دار الرازي، دمشق، 1982م
- ديوان النطافيات في جزأين ، صدر عن دار البشير عمّان 1996م.
- ديوان التراب الحزين، 2008م.
- روض الأحبة، ديوان شعر. المطابع المركزية في عمان، 2009م.
- ديوان عطش البرتقال، ديوان شعر، المطابع المركزية في عمان، 2009م. والدواوين الثلاثة الأخيرة تضم شعرا من النمطين القديم والحر تعطي صورة واضحة لما نظمه الشعر أبو فراس النطافي من شعر عبر مسيرة الحياة، بحسب تعبيره.

له عدد من البحوث في الأدب وموسيقى الشعر وتسعة عشر بحثاً منشوراً في مجلات علمية محكمة.

## وفاته
توفي في اليوم الثلاثاء 8 ربيع الأول 1436 هـ، الموافق 30/12/2014م. في عمان بالأردن.